# Aldea de San Miguel
Aldea de San Miguel – gmina w Hiszpanii, w prowincji Valladolid, w Kastylii i León, o powierzchni 19,93 km². W 2011 roku gmina liczyła 235 mieszkańców.